# Лис Петро Васильович
Петро́ Васи́льович Лис (18 вересня 1930, с. Грабина, нині у складі смт Ярмолинці Хмельницька область — 29 грудня 1982, Київ) — український радянський хірург, доктор медичних наук, професор.

## Біографія
Народився в 1930 році в селі Грабині (тепер в складі селища міського типу Ярмолинців Хмельницької області) в бідній сім'ї. Після закінчення школи поступив до Кам'янець-Подільської фельдшерсько-акушерської школи, а потім продовжив навчання у Київському медичному інституті. Після закінчення інституту працював хірургом в Луганській та Дніпропетровській областях.

Могила Петра Лиса на Берковецькому кладовищі

З 1961 року навчався в аспірантурі на кафедрі хірургії Київського медичного інституту. В 1964 році захистив кандидатську дисертацію на тему: «Матеріали по вивченню змін у системі згортання крові при раку шлунку». З 1965 року працював на посаді асистента, а з 1971 року — доцента.
В 1974 році захистив докторську дисертацію, з 1975 року професор кафедри хірургії, а з 1976 року завідувач кафедрою цього ж інституту.
Автор понад ста наукових праць у журналах і газетах, двох монографій, які вийшли окремими книгами.
Помер на 53-му році життя 28 грудня 1982 року. Похований в Києві на Берковецькому кладовищі (ділянка № 84, 50°29′26.30″ пн. ш. 30°23′37.50″ сх. д. / 50.4906389° пн. ш. 30.3937500° сх. д.).